# 武達材
武達材，山西省太原府文水縣人，清朝政治人物。同進士出身。
光緒二年（1876年），參加丙子恩科會試，得貢士第297名。殿試登進士3甲第120名。同年五月（6月3日），經吏部掣簽，授即用知縣。